# Palacio Larraín Zañartu
El Palacio Larraín Zañartu es un inmueble ubicado en Santiago de Chile, de estilo neoclásico, proyectado por arquitecto francés Lucien Hénault y construido por la familia Larraín Zañartu en 1872.[cita requerida] Se emplaza en la esquina de las calles Morandé y Compañía de la capital chilena, y actualmente solo se conserva su fachada.
En 2011 se decide construir un centro comercial denominado Espacio M en el terreno donde se emplazaba, refaccionando la fachada del palacio.

## Historia

### Propiedad de los Larraín Zañartu

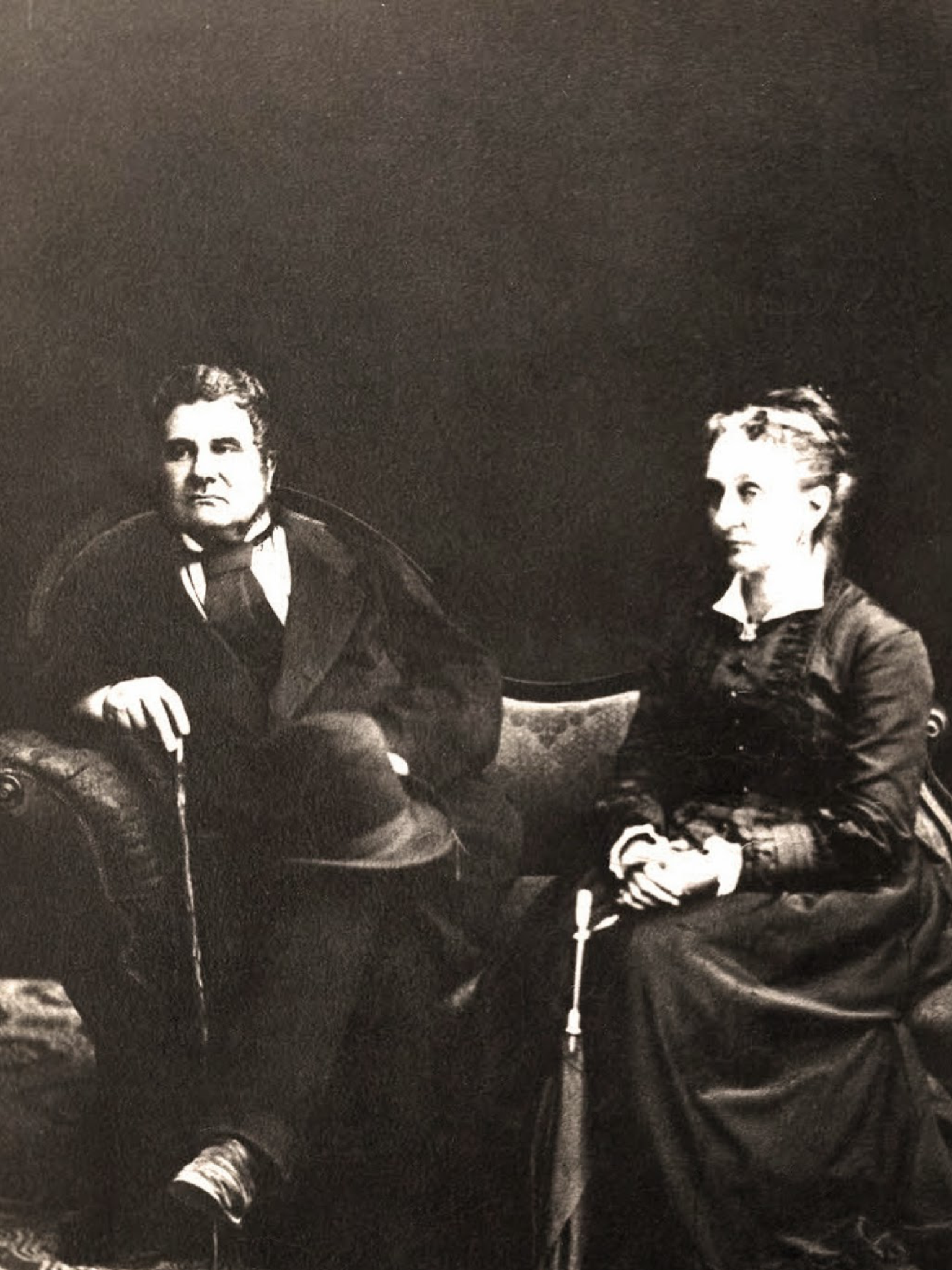
José Ignacio Larraín Landa y Carolina Zañartu de Larraín en 1865

El solar donde se edificó el palacio perteneció inicialmente al mayorazgo de la familia Aguirre (Marquesado de Montepío) desde 1744 en adelante. La heredera de la propiedad, Josefa de Aguirre Boza e Irarrázaval, se casó con Martín Larraín Salas, pasando de este modo a la familia Larraín.[cita requerida]
El Palacio Larraín Zañartu fue construido en 1872 por Lucien Hénault, arquitecto que también edificó la Casa Central de la Universidad de Chile, el Teatro Municipal y el ex Congreso Nacional, mandada a construir por José Ignacio Larraín Landa y su mujer Carolina Zañartu Larraín. El palacio pasó rápidamente a ser un lugar de tertulias de la clase política chilena, sobre todo del Partido Nacional o monttvarista. La tradición la continuó el heredero de la mansión, Joaquín Larraín Zañartu, abogado y político, y redactor del Código Marítimo.[cita requerida]
Cuenta la historia que este palacio tenía suntuosas alfombras, lozas, sillones y salones, finamente adornados al estilo francés, y existía la tradición que, por su puerta principal, siempre entraba el presidente de la República recién electo.

### Sede deEl Mercurioy demolición
En 1902 la sucesión Larraín Zañartu vendió el palacio a Agustín Edwards Mac-Clure y desde ese año, hasta diciembre de 1984, fue sede del periódico El Mercurio.
Tras el terremoto de Santiago de 1985 fue demolido, aunque se conservó su fachada, ya que en 1986 el sector donde se ubica —frente al Palacio de los Tribunales de Justicia y al ex Congreso Nacional— fue denominado como "Inmueble de Interés Histórico-Artístico Plaza de Armas, Congreso Nacional y su entorno" por el Consejo de Monumentos Nacionales.